# 霧島一博

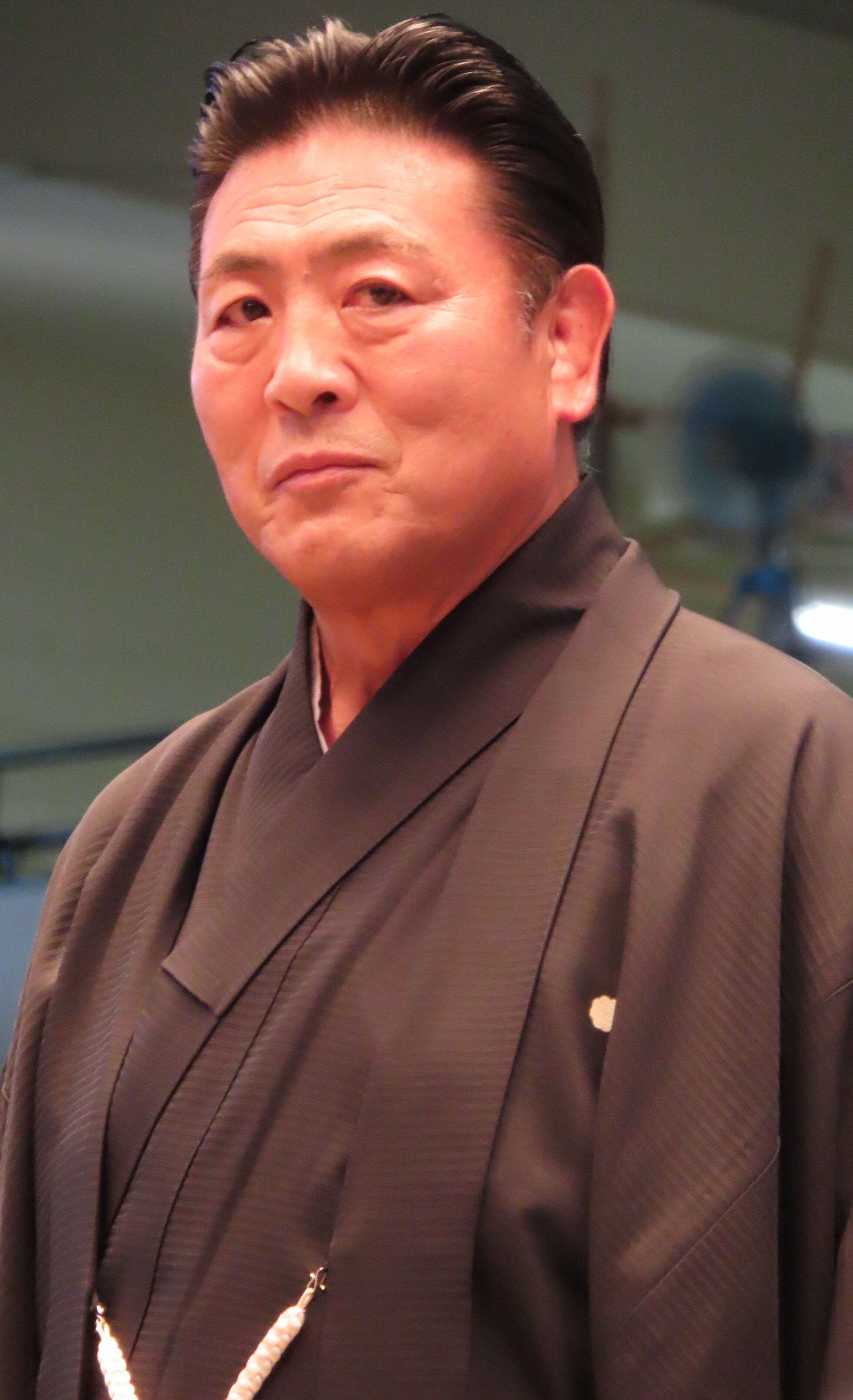

霧島一博（きりしま かずひろ，1959年4月3日—）本名吉永一美（よしなが かずみ），是日本一位前相撲選手，出生於霧島市，身長187cm，體重132kg，曾經隸屬於井筒部屋，他的最高位為東大關。
引退後成為年寄，成立陸奧部屋，培訓出大關霧島鐵力等力士。